# دوبروفتشان
دوبروفتشان هي قرية في كرواتيا. وهي متصلة بالطريق السريع رقم D205.